# Амудрю, Жан
Жа́н Мори́с-Мари́я Фе́ликс Амудрю́ (фр. Jean Maurice-Marie-Felix Amoudru; 31 августа 1878 — 12 октября 1961) — католический епископ, монах доминиканец, Апостольский администратор Ленинграда.

## Биография
Морис-Мария Феликс Амудрю родился 31 августа 1878 года в городе Доль, депаратамент Юра (Франция) в семье адвоката Станисласа Амудрю (фр. Stanislas Amoudru, 1839—1918; в некоторых российских документах епископ Амудрю упоминается с отчеством — «Станиславович»).
Образование высшее богословское, доктор богословия. Монах Ордена проповедников (доминиканцев). Рукоположён во священники в 1901 году c именем Жан.
С 1902 по 1907 годах служил в Канаде (преподаватель в Оттаве, затем священник монастыря Божией Матери Милосердия в Монреале).
С 1907 года служил в Санкт-Петербурге в церкви святой Екатерины.
С 1908 по 1935 годы — настоятель церкви Французской Божией Матери.
С 1907 по 1918 годы — преподаватель французского языка в Петербургской католической духовной семинарии.
С 1923 года — администратор церкви Непорочного зачатия Девы Марии, а с 1926 года — церкви св. Петра в Колпино.
С 1929 года обслуживал, из-за отсутствия священников, большую часть католических церквей Ленинграда и области.
30 апреля 1935 года тайно рукоположён епископом Невё во епископа Пиргосского (Pyrgensis) и назначен Апостольским администратором Ленинграда
14 августа 1935 года, под давлением советских властей, вынужден покинуть СССР.
С 1935 по 1936 годы — духовный отец у сестер-доминиканок в Шато-Тери.
С 1936 по 1951 годы — духовный отец в монастыре в Пенсне (Швейцария). Затем в доме престарелых во французском кантоне Луара (1956—1958) и в доме престарелых Руана (1959—1961).
Скончался 12 октября 1961 года в Руане. Похоронен на городском кладбище Бонсекур.